# Ablitas
Ablitas és un municipi de Navarra, a la comarca de Tudela, dins la merindad de Tudela. Limita amb Tudela al nord, Fontellas, Ribaforada i Cortes de Navarra al nord-est, Mallén, Borja i Tarazona (Aragó) al sud i Barillas i Cascante a l'oest.

## Demografia
| Evolució demogràfica                               | Evolució demogràfica | Evolució demogràfica | Evolució demogràfica | Evolució demogràfica | Evolució demogràfica | Evolució demogràfica | Evolució demogràfica | Evolució demogràfica | Evolució demogràfica | Evolució demogràfica |
| 1996                                               | 1998                 | 1999                 | 2000                 | 2001                 | 2002                 | 2003                 | 2004                 | 2005                 | 2006                 | 2007                 |
| -------------------------------------------------- | -------------------- | -------------------- | -------------------- | -------------------- | -------------------- | -------------------- | -------------------- | -------------------- | -------------------- | -------------------- |
| 2 231                                              | 2 255                | 2 311                | 2 330                | 2 339                | 2 376                | 2 402                | 2 417                | 2 425                | 2 440                | 2 459                |
| Fonts: Ablitas i Institut d'Estadística de Navarra |                      |                      |                      |                      |                      |                      |                      |                      |                      |                      |

## Administració
| 2003 - 2007 | Luis Maria Sada |
| 1999- 2003  | Inma Pinilla    |
| 1995 - 1999 | Luis Maria Sada |

## Agermanaments
- Gèuna